# 12072 Anupamakotha
12072 Anupamakotha eller 1998 FA65 är en asteroid i huvudbältet som upptäcktes den 20 mars 1998 av LINEAR i Socorro County, New Mexico. Den är uppkallad efter Anupama Kotha.
Asteroiden har en diameter på ungefär 7 kilometer och den tillhör asteroidgruppen Sulamitis.